# جوناثان د. ميلور
جوناثان د. ميلور (بالإنجليزية: Jonathan D. Mellor)‏ هو ممثل بريطاني، ولد في 1968 في ليفربول في المملكة المتحدة.

## وصلات خارجية
- جوناثان د. ميلور على موقع IMDb (الإنجليزية)
- جوناثان د. ميلور على موقع قاعدة بيانات الفيلم (الإنجليزية)